# Fonds carbone européen
Le Fonds carbone européen (ou European Carbon Fund) a été au niveau mondial le premier fonds carbone non gouvernemental créé en application du protocole de Kyoto.
Créé en 2005, ce fonds de 142,7 M€, d'une durée de huit ans, regroupant 13 institutions issues de huit pays, avait pour objectif affiché de contribuer à la réduction des émissions mondiales de dioxyde de carbone (CO2), et de jouer un rôle de pilote et de test dans la mise en œuvre des mécanismes de développement propres institués par le protocole de Kyoto. Au total, les investissements du fonds dans près de 30 projets correspondant à des technologies variées dans 7 pays, ont généré plus de 60 millions de Teq CO2 de réductions d'émission de gaz à effet de serre, soit 2 % des objectifs mondiaux du protocole de Kyoto.

## Historique
La création du Fonds carbone européen s'inscrit dans le contexte de la mobilisation mondiale pour lutter contre le changement climatique, et plus particulièrement dans les décisions prises lors de la 3e conférence des parties, qui s'est tenue à Kyoto, au Japon, en 1997 et qui s'est traduite par la signature, puis la ratification en 2004, du protocole de Kyoto. Les négociateurs de cet accord ont décidé d'introduire des mécanismes de marché permettant d'inciter financièrement les acteurs économiques à réduire leurs émissions, complétant les incitations traditionnelles que sont les taxes, les réglementations et les subventions. Il s'agissait aussi d'éviter le phénomène dit du passager clandestin (au sens économique du terme), dans lequel certains acteurs laissent les autres mener des actions d'intérêt général dont eux-mêmes bénéficieront. Les mécanismes de développement propre imaginés par la protocole de Kyoto sont issus de cette approche. Ils autorisent une entité, qui est en général une entreprise ou une institution d'un pays développé, à financer des réductions d'émission de gaz à effet de serre dans un pays en développement, et à obtenir ainsi des crédits-carbone, dénommés CER's, qu'elle pourra revendre à une entité (par exemple un industriel) d'un pays développé, afin de permettre à celle-ci de respecter ses obligations de réduction. L'ensemble du dispositif est régulé et contrôlé par une émanation des Nations unies dénommée Convention-cadre des Nations unies sur les changements climatiques. L'Europe a ensuite créé un marché de quotas d'émission de gaz à effet de serre entre plus de 11 000 installations européennes émettrices de gaz à effet de serre (Le système communautaire d'échange de quotas d'émission), et a relié ce marché au dispositif issu du protocole de Kyoto, permettant ainsi à des industriels européens de remplir leurs obligations en finançant la modernisation des pays en développement. Toutefois, entre les producteurs de crédits des pays en développement et les consommateurs de crédits des pays développés, il était nécessaire pour que les transferts s'opèrent, que soient créés de nouveaux acteurs capables de financer les opérations de réduction d'émission, de prendre le risque que ces opérations ne délivrent pas autant de crédits que prévu, ou que surgisse un problème de certification, et enfin, de prendre le risque de la revente de ces crédits, plusieurs années plus tard, à un prix et à des clients inconnus au moment de l'investissement. C'est le rôle qu'ont joué les fonds d'investissement carbone, dont le premier a été le Fonds carbone européen.
Ces mécanismes de marché ont été critiqués dès leur création, et dénommés « marché des droits à polluer ».
La création du fonds a été initiée par la Mission Climat de la Caisse des dépôts et consignations à partir de 2000.
Le fonds est né en avril 2005, sous la forme juridique d'une Sicav luxembourgeoise. Le capital du fonds était de 142,7 M€. Ses actionnaires étaient : Caisse des dépôts et consignations ; Fortis Bank (Pays-Bas) ; CNP Assurances ; Société générale ; Groupe Caisse d'épargne (France) ; Unicredit ; Fondazione Casa di Riparmio di Cuneo (Italie) ; AGF devenues Allianz (Allemagne) ; Citadel (États-Unis) ; Unicaja et Caja Madrid (Espagne) ; Casa Geral de depositos (Portugal) ; Dexia (Belgique). La gestion financière était assurée par Natixis environnement et infrastructures, filiale de Natixis, la gestion administrative par CACEIS.
Un comité d'experts, présidé par  Brice Lalonde, ancien ministre français de l'environnement, chargé d'éclairer les décisions stratégiques prises par le conseil d'administration du fonds, a été nommé.
Le Fonds carbone européen a commencé à agir en 2005 en investissant dans des opérations conduisant à des réductions d'émissions de CO2, en diversifiant les technologies (récupération de gaz de décharge, solaire, éolien, biomasse, gaz industriels), et les pays où il est intervenu (Chine, Inde, Corée du sud, Égypte, Maroc, Argentine, Brésil). Conformément au dispositif mis en place par la Convention-cadre des Nations unies sur les changements climatiques, ces réductions d'émissions étaient certifiées par des organismes agréés par celle-ci. Cette certification permettait au Fonds carbone européen de disposer de crédits d'émission qu'il pouvait revendre sur le marché du carbone (principalement le marché européen), en respectant certaines règles, à des organismes désireux de réduire par ce biais leurs émissions nettes.
Les opérations financées par le fonds ont permis de réduire les émissions de dioxyde de carbone de 60 M TeqCO2, soit environ 2 % de l'objectif mondial assigné par le Protocole de Kyoto.
En 2012, conformément à ses statuts, le Fonds carbone européen a cessé ses opérations. Il a été fermé en 2013, après avoir revendu la totalité des crédits qu'il avait acquis.

## Exemples d'opérations financées par le Fonds carbone européen

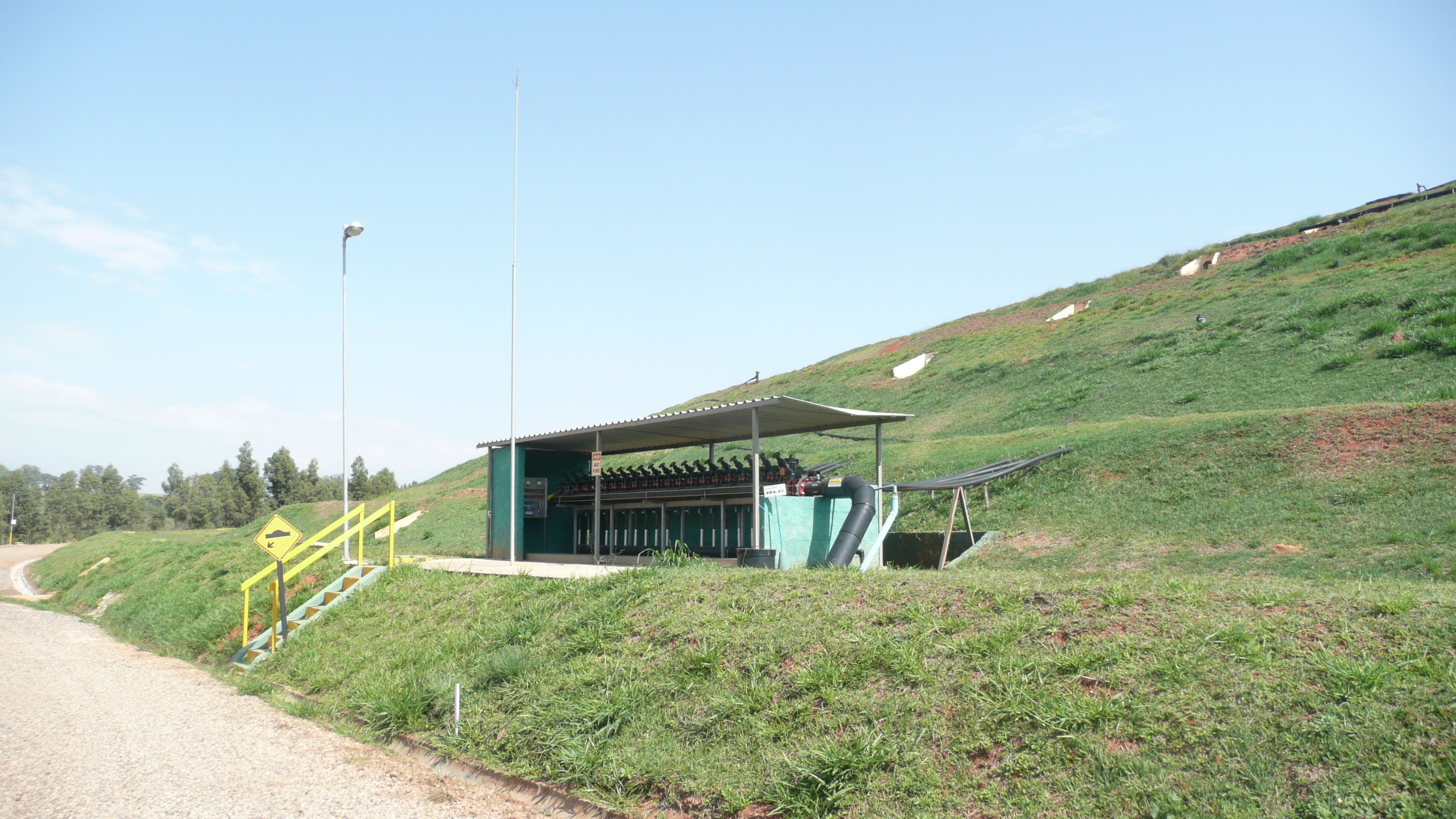
Installation de récupération du gaz de la décharge de Paulinia (Brésil), financée par le Fonds carbone européen

Le fonds a financé la construction en 2006 d'un système de collecte et de brûlage du gaz de la décharge d'ordures de Paulinia, dans l'État de Sao-Paulo, au Brésil. Cela a permis d'éviter les émissions de méthane de ce site d'enfouissement des déchets géré par Estre (voir photo ci-contre), à hauteur de 1 000 000 Tonnes équivalent CO2.
Il a financé plusieurs opérations de production d'énergies nouvelles, par exemple, la création à Essaouira, au Maroc, d'un champ d'éoliennes de 60 MW de puissance installée. Cette action a été lancée en avril 2007, en partenariat avec l'Office national d'électricité du Maroc. La réduction d'émission de gaz à effet de serre s'est élevée à 1 050 000 Tonnes équivalent CO2.
Le fonds a aussi agi dans les secteurs miniers et industriels. Par exemple, en février 2006, à Onsan, en Corée du Sud, dans une unité de production d'acide adipique de l'entreprise Rhodia, en finançant l'installation d'un dispositif de conversion à haute température de l'oxyde d'azote en nitrogène, sur la base d'un processus de décomposition thermale. La réduction des émissions de N2O (l'un des gaz ayant le plus fort effet de serre) a été de 1 210 000 Tonnes équivalent CO2.
Autre exemple industriel, en Chine, à Anshan et à Yingkou (province de Liaoning) en partenariat avec Anshan and Steel Group Corporation (AISG). L'opération d'une puissance de 500 MW, lancée en février 2008, dans laquelle le fonds carbone européen était co-investisseur avec l'entreprise Camco, a consisté à récupérer la chaleur de hauts fourneaux, permettant ainsi une réduction d'émission de gaz à effet de serre de 13 000 000 Tonnes équivalent CO2, soit, à titre d'ordre de grandeur, l'équivalent de trois mois d'émissions totales de gaz à effet de serre de la Suède,,.

## Bilan et enseignements
Le Fonds carbone européen n'a pas été le premier fonds carbone. Il a été précédé par le Prototype carbon fund de la Banque mondiale. Mais il présente l'intérêt historique d'avoir été le premier fonds carbone non gouvernemental du monde et d'avoir testé les modes opératoires et les techniques financières (notamment la couverture des achats) auxquels ont eu ensuite recours les fonds carbone. Il a notamment défini et expérimenté les réponses aux deux principaux risques auxquels étaient confrontés les acteurs du marché du carbone : le risque de projet (non livraison des crédits obtenus en contrepartie du financement de l'opération) et le risque de marché (les crédits étant revendus à terme sur le marché européen des quotas).
Dans le débat sur l'utilité du recours aux instruments de marché pour atteindre des objectifs environnementaux, débat notamment introduit par les travaux de Ronald Coase, les résultats obtenus par le fonds ont illustré le rôle que ces instruments pouvaient jouer au sein de la panoplie des outils de lutte contre le changement climatique (réglementation, incitations, taxes, instruments de marché). Toutefois, l'effondrement du marché du carbone consécutif à  la crise économique de 2008, dont l'effet a été renforcé par la faiblesse du cadre institutionnel, en particulier après l'échec de la conférence de Copenhague, a montré les limites des instruments de marché, en l'absence d'une régulation efficace,,,.